# Стадион Станови
Стадион Станови је фудбалски стадион у Задру, Хрватска. Капацитет стадиона је 5.860 места и своје домаће утакмице на њему игра НК Задар.

## Историја
Стадион је садашњи облик добио 1979, током припрема за Медитеранске игре, које су се те године одржавале у Сплиту. Управна зграда НК Задар је такође изграђена тада.
Године 1994, је изграђена источна трибина стадиона.
Дана 29. марта 2008. се десила несрећа, када је домаћи фудбалер Хрвоје Ћустић након дуела са противничким играчем ударио у бетонски зид само 2 метра од терена и зарадио нагњечење мозга и фрактуру лобање, а касније 3. априла и преминуо. Због тога је стадион у наредном периоду реновиран, тако да је срушен спорни бетонски зид и западна трибина, терен померен неколико метара према западу, а такође су постављени и рефлектори. Постоји план да се изгради нова западна трибина.